# Mistrzostwa Europy w Futbolu Amerykańskim 2010
Mistrzostwa Europy w futbolu amerykańskim w 2010 roku odbyły się w dniach 24 lipca - 31 lipca w Niemczech. Mistrzem Europy po raz drugi w historii zostali Niemcy (pierwszy raz w 2001 roku), którzy w finale pokonali Francuzów. Ostatnie miejsce w mistrzostwach zajęła Wielka Brytania, która tym samym spadła do grupy B. Finał na Commerzbank-Arena we Frankfurcie obejrzało 8 523 widzów.

## Stadiony
| Frankfurt                           | Wetzlar                          | Wiesbaden                     |
| ----------------------------------- | -------------------------------- | ----------------------------- |
| Commerzbank-Arena Pojemność: 52 300 | Stadion Wetzlar Pojemność: 8 000 | Brita-Arena Pojemność: 12 566 |
|                                     |                                  |                               |

## Faza grupowa

### Grupa A
| Zespół    | Pkt | M | W | R | P | Pkt+ | Pkt- | +/- |
| --------- | --- | - | - | - | - | ---- | ---- | --- |
| Niemcy    | 4   | 2 | 2 | 0 | 0 | 45   | 24   | +21 |
| Austria   | 2   | 2 | 1 | 0 | 1 | 50   | 29   | +21 |
| Finlandia | 0   | 2 | 0 | 0 | 0 | 11   | 53   | -42 |

| 24 lipca 2010 19:30 CEST | Niemcy | 22:20 | Austria | Commerzbank-Arena, Frankfurt Widzów: 7 032 |
|                          |        |       |         |                                            |

| 27 lipca 2010 19:30 CEST | Austria | 30:7 | Finlandia | Stadion Wetzlar, Wetzlar Widzów: 1 135 |
|                          |         |      |           |                                        |

| 29 lipca 2010 19:30 CEST | Finlandia | 4:23 | Niemcy | Brita-Arena, Wiesbaden Widzów: 3 312 |
|                          |           |      |        |                                      |

### Grupa B
| Zespół          | Pkt | M | W | R | P | Pkt+ | Pkt- | +/- |
| --------------- | --- | - | - | - | - | ---- | ---- | --- |
| Francja         | 4   | 2 | 2 | 0 | 0 | 64   | 7    | +57 |
| Szwecja         | 2   | 2 | 1 | 0 | 1 | 21   | 16   | +5  |
| Wielka Brytania | 0   | 2 | 0 | 0 | 2 | 2    | 64   | -62 |

| 25 lipca 2010 16:00 CEST | Szwecja | 7:14 | Francja | Stadion Wetzlar, Wetzlar Widzów: 1 107 |
|                          |         |      |         |                                        |

| 27 lipca 2010 16:00 CEST | Francja | 50:0 | Wielka Brytania | Stadion Wetzlar, Wetzlar Widzów: 1 002 |
|                          |         |      |                 |                                        |

| 29 lipca 2010 16:00 CEST | Szwecja | 14:2 | Wielka Brytania | Brita-Arena, Wiesbaden Widzów: 2 135 |
|                          |         |      |                 |                                      |

## Faza finałowa

### O piąte miejsce
| Data          | Czas  | Mecz      | Mecz | Mecz            | Wynik |
| ------------- | ----- | --------- | ---- | --------------- | ----- |
| 31 lipca 2010 | 10:00 | Finlandia | -    | Wielka Brytania | 32:9  |

### O trzecie miejsce
| Data          | Czas  | Mecz    | Mecz | Mecz    | Wynik |
| ------------- | ----- | ------- | ---- | ------- | ----- |
| 31 lipca 2010 | 16:00 | Austria | -    | Szwecja | 30:0  |

### Finał
| Data          | Czas  | Mecz   | Mecz | Mecz    | Wynik |
| ------------- | ----- | ------ | ---- | ------- | ----- |
| 31 lipca 2010 | 19:30 | Niemcy | -    | Francja | 26:10 |